# Обикновен лопатонос
Обикновеният лопатонос (Scaphirhynchus platorynchus) е вид лъчеперка от семейство Есетрови (Acipenseridae). Видът е световно застрашен, със статут Уязвим.

## Разпространение
Разпространен е в САЩ (Айова, Алабама, Арканзас, Западна Вирджиния, Илинойс, Индиана, Канзас, Кентъки, Луизиана, Минесота, Мисисипи, Мисури, Монтана, Небраска, Ню Мексико, Оклахома, Охайо, Пенсилвания, Северна Дакота, Тексас, Тенеси, Уайоминг, Уисконсин и Южна Дакота).